# In cerca di Amy
In cerca di Amy (Chasing Amy) è un film statunitense del 1997 scritto e diretto da Kevin Smith, facente parte della trilogia dedicata al New Jersey.
È il terzo film dell'universo cinematografico View Askewniverse.
Quentin Tarantino lo ha definito il miglior film di Kevin Smith.

## Trama
Holden McNeil e Banky Edwards sono due ragazzi del New Jersey con la passione per i fumetti e amici da moltissimi anni. La loro passione comune li ha portati a sviluppare una loro collana intitolata Bluntman & Chronic, ispirata ad una coppia di simpatici e svalvolati spacciatori locali, Jay & Silent Bob, che adesso è in procinto di diventare un cartone animato. Ad un convegno di fumetti, il loro amico e collega Hooper gli presenta Alyssa Jones, anch'essa fumettista. Holden si innamora perdutamente di lei quasi subito, ma dopo poco scopre che è lesbica.
Holden e Alyssa iniziano a frequentarsi e a sviluppare una profonda amicizia. Banky però malsopporta la ragazza poiché teme che gli possa portare via l'amico di sempre. Una sera Holden confessa ad Alyssa il suo amore, lei inizialmente scappa via, ma poi torna indietro e così nasce una relazione d'amore. Banky è contrario a questa relazione e dopo aver indagato sul passato di Alyssa rivela al suo amico che la ragazza ai tempi delle scuole superiori ha partecipato ad un ménage à trois con altri due ragazzi, da qui le venne affibbiato il soprannome di "doppio incastro". Holden è molto confuso da questa cosa, dato che Alyssa gli aveva detto che aveva sempre e solo avuto rapporti con altre donne, si arrabbia con Banky e lo caccia via. In una accesa discussione Alyssa gli confessa che in gioventù ha fatto diverse esperienze sessuali, si scusa con lui per avergli fatto credere di essere stato l'unico uomo della sua vita, ma non rinnega il passato; i due si lasciano.
Holden intanto s'incontra con Jay & Silent Bob in una tavola calda per pagare loro i diritti d'immagine per il fumetto e la serie animata in produzione, e trovandosi lì si confida con loro su tutta la vicenda. Bob alla fine interviene e gli dice che è «in cerca di Amy»: gli confida che anche lui una volta ebbe un'esperienza molto simile con una ragazza di nome Amy e, pentito di averla lasciata, da allora è in cerca di lei. Holden decide quindi di sistemare le cose con le due persone a lui più care, invita Alyssa e Banky a casa sua dicendo alla ragazza che vuole ancora restare con lei e spinge l'amico a confessare di essere omosessuale. Holden crede che per sistemare le cose l'ideale sarebbe che tutti e tre facciano sesso insieme. Alyssa però si rifiuta dato che secondo lei questo non sarebbe servito a salvare la loro relazione, e subito dopo anche Banky se ne va.
Un anno dopo Holden e Banky si trovano entrambi ad un altro convegno di fumetti per promuovere i loro lavori, e i due si salutano solamente attraverso degli sguardi. Holden poi ha una breve conversazione con Alyssa durante la quale le fa vedere il suo fumetto ispirato proprio dalla loro relazione.